# Nordheim vor der Rhön
Nordheim vor der Rhön é um município da Alemanha, situado no distrito de Rhön-Grabfeld, no estado da Baviera. Tem 16,56 km² de área, e sua população em 2019 foi estimada em 1.110 habitantes.